# لارسن ینسن
لارسن ینسن (به انگلیسی: Larsen Jensen) (زادهٔ ۱ سپتامبر ۱۹۸۵) شناگر اهل ایالات متحده آمریکا است.